# Jarząbkowice (województwo dolnośląskie)
Jarząbkowice (niem.  Schriegwitz) – wieś w Polsce położona w województwie dolnośląskim, w powiecie średzkim, w gminie Kostomłoty.

## Podział administracyjny
W latach 1975–1998 miejscowość administracyjnie należała do województwa wrocławskiego.

## Nazwa
Heinrich Adamy zalicza nazwę miejscowości do grupy nazw patronomicznych wywodząc ją od staropolskiego imienia Grzebko. W swoim dziele o nazwach miejscowości na Śląsku wydanym w 1888 roku we Wrocławiu wymienia on jako najstarszą zanotowaną nazwę miejscowości Grzebkowice podając jej znaczenie "Dorf des Grzeborz" czyli po polsku "Wieś Grzeborza lub Grzebora". Nazwa wsi została później fonetycznie zgermanizowana na Schriegwitz i utraciła swoje pierwotne znaczenie.
Po II wojnie światowej, 12 listopada 1946, polska administracja zmieniła ponownie nazwę na polską nazwę Jarząbkowice polonizując wcześniejszą zgermanizowaną nazwę w wyniku czego utraciła ona oryginalne brzmienie.

## Zabytki
Do wojewódzkiego rejestru zabytków wpisany jest:
- zespół pałacowy, z XVIII w., przebudowany w XIX w.:
  - pałac
  - park